# Ecovative Design
 (novembre 2018).
Ecovative Design LLC est une entreprise spécialisée dans les biomatériaux dont le siège est à Green Island (New York).
Elle propose des alternatives durables aux plastiques tels que le polystyrène expansé, basées sur l'utilisation de mycélium de champignons, pouvant être utilisées dans des domaines tels que l'emballage, les matériaux de construction et d'autres applications.

## Histoire
Ecovative est née d'un projet universitaire porté par ses fondateurs Eben Bayer et Gavin McIntyre. C'est durant leur cours Inventor's Studio, dispensé à l'Institut polytechnique Rensselaer par Burt Swersey, qu'Eben et Gavin ont développé et breveté une méthode permettant de créer un matériau d'isolation à base de culture de champignon, initialement appelé Greensulate, avant de fonder Ecovative Design en 2007,. En 2007, ils ont reçu de 16 000 $ de la National Collegiate Inventors and Innovators Alliance.
Quand ils remportent la première place du Picnic Green Challenge en 2008, assorti de la somme de 700 000 $, la société développa et commercialisa la production d'emballages de protection appelés EcoCradle, aujourd'hui utilisé par Dell, Puma SE, et Steelcase. En 2010, ils ont reçu 180 000 $ de la National Science Foundation et en 2011, la société a reçu un investissement de 3M New Ventures, de la DOEN Foundation, et du Rensselaer Polytechnic Institute, leur permettant de doubler leur effectif, comptant actuellement 25 personnes.
Au printemps 2012, Ecovative Design a ouvert un nouveau centre de production et a annoncé un partenariat avec Sealed Air pour augmenter la production de matériaux d'emballage,. En 2014, leur matériau a été utilisé sous forme de briques constituant "Hy-Fi", une tour de 12m de haut érigée à New York par le Museum of Modern Art et ont commencé à vendre des kits à faire pousser soi-même.

## Matériaux à base de champignons

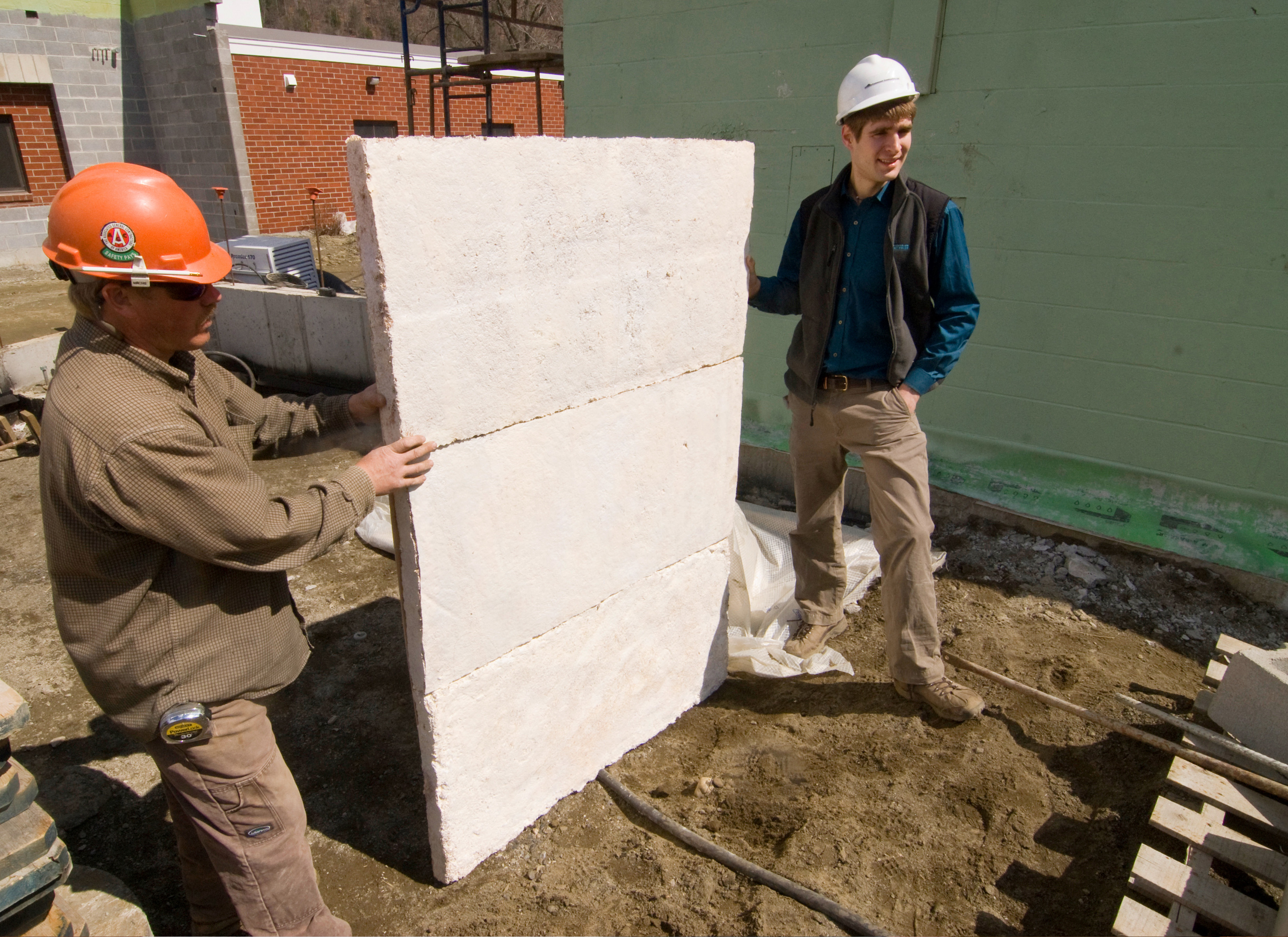
Un panneau d'isolation thermique prêt à être installé

Les "matériaux champignons" représentent une nouvelle classe de biomatériaux renouvelables cultivés à partir de mycélium de champignon inoculé sur des substrats composés de matières agricoles non alimentaires à faible valeur marchande, grâce à un procédé breveté développé par Ecovative Design. Après avoir laissé pousser un substrat inoculé de mycélium dans un moule et dans un endroit sombre pendant environ cinq jours — période pendant laquelle un réseau mycélien se tisse et lie le substrat — le matériau léger, robuste, organique et compostable qui en résulte peut être utilisé dans de nombreux domaines, comme les matériaux de construction, l'isolation thermique et les emballages de protection.
Le processus utilise des déchets agricoles comme des balles de coton, en nettoyant le matériau, en le chauffant, puis en l'inoculant afin de favoriser la croissance du mycélium. La croissance du champignon dure cinq jours, pour enfin chauffer le substrat et ainsi le rendre inerte.
Au cours de sa croissance, la matière peut être moulée dans diverses formes, afin de créer différents produits, comme des emballages de protection, des produits de construction, des vêtements, des pare-chocs de voiture, ou des planches de surf.
L'empreinte environnementale des produits est minimisée par l'utilisation de déchets agricoles, leur façonnage dans un environnement non contrôlé, et le côté compostable à la maison des produits finaux. La vision des fondateurs est que cette technologie devrait remplacer le polystyrène et d'autres produits à base de pétrole qui prennent des années à se décomposer, voir ne se décomposent pas du tout.

### Emballages de protection
Leur matériau renouvelable et compostable peut remplacer le polystyrène dans les emballages, il est aussi appelé EcoCradle.

### Biocomposites structurels
Leur matériau naturel et renouvelable peut aussi remplacer le bois reconstitué, en le façonnant par compression et donc sans avoir recours à une CNC. L'architecte David Benjamin de l'agence The Living, a travaillé avec Ecovative Design et Arup pour construire Hy-Fi, une tour éphémère de 12 mètres lors de l'exposition en plein air du Museum of Modern Art de la Ville de New York en 2014,.

### Isolation thermique
Un produit isolant est en cours de développement. Les essais du Greensulate, un ancien produit, ont été menées dans un gymnase scolaire du Vermont en mai 2009. Le produit a été abandonné lorsque l'entreprise s'est concentrée sur la fabrication d'emballages de protection.

### Autres utilisations
Ecovative propose un kit "à faire pousser soi-même" permettant au public de créer des matériaux à base de champignons eux-mêmes, et créer leurs propres produits, comme des abat-jour.
Travaillant avec l'Université d'Aix-la-chapelle, le designer néerlandais Eric Klarenbeek a utilisé une technologie d'impression 3D pour façonner une chaise sans l'aide de plastique, de métal ou de bois.